# Хан-Але
Хан-Але (перс. خان اله) — село в Ірані, у дегестані Сіяхкалруд, у бахші Чабоксар, шагрестані Рудсар остану Ґілян. За даними перепису 2006 року, його населення становило 75 осіб, що проживали у складі 21 сім'ї.

## Клімат
Середня річна температура становить 12,13°C, середня максимальна – 26,10°C, а середня мінімальна – -2,90°C. Середня річна кількість опадів – 705 мм.
| Клімат поселення                              | Клімат поселення | Клімат поселення | Клімат поселення | Клімат поселення | Клімат поселення | Клімат поселення | Клімат поселення | Клімат поселення | Клімат поселення | Клімат поселення | Клімат поселення | Клімат поселення | Клімат поселення |
| Показник                                      | Січ.             | Лют.             | Бер.             | Квіт.            | Трав.            | Черв.            | Лип.             | Серп.            | Вер.             | Жовт.            | Лист.            | Груд.            |                  |
| Середній максимум, °C                         | 7,54             | 7,11             | 8,86             | 15,00            | 20,41            | 24,62            | 26,10            | 25,99            | 22,34            | 18,98            | 13,08            | 8,60             |                  |
| Середня температура, °C                       | 2,54             | 2,10             | 3,85             | 9,99             | 15,40            | 19,60            | 22,27            | 22,16            | 18,50            | 15,14            | 9,23             | 4,77             |                  |
| Середній мінімум, °C                          | −2,47            | −2,9             | −1,16            | 4,97             | 10,40            | 14,60            | 18,43            | 18,32            | 14,67            | 11,31            | 5,40             | 0,92             |                  |
| Норма опадів, мм                              | 58               | 56               | 72               | 50               | 46               | 27               | 23               | 30               | 64               | 115              | 88               | 76               |                  |
| Середньомісячна швидкість вітру, м/с          | 2.18             | 2.50             | 2.64             | 2.60             | 2.36             | 2.18             | 2.07             | 2.10             | 1.96             | 2.10             | 2.15             | 2.14             |                  |
| Середньомісячна сонячна радіація, кДж/м²·день | 7628             | 9788             | 11991            | 15827            | 19368            | 20874            | 21299            | 18529            | 15243            | 11242            | 9077             | 7212             |                  |
| --------------------------------------------- | ---------------- | ---------------- | ---------------- | ---------------- | ---------------- | ---------------- | ---------------- | ---------------- | ---------------- | ---------------- | ---------------- | ---------------- | ---------------- |
| Джерело:                                      |                  |                  |                  |                  |                  |                  |                  |                  |                  |                  |                  |                  |                  |